# Remo nos Jogos Pan-Americanos de 1963
As competições de remo nos Jogos Pan-Americanos de 1963 foram realizadas em São Paulo, Brasil. Esta foi a quarta edição do esporte nos Jogos Pan-Americanos, tendo sido disputado apenas entre homens.

## Medalhistas
| Evento                 | Ouro                    | Prata              | Bronze             |
| ---------------------- | ----------------------- | ------------------ | ------------------ |
| Skiff simples detalhes | Seymour Legrand (USA) · | Ivón Pital (BRA) · |                    |
| Skiff duplo detalhes   | USA Estados Unidos      | ARG Argentina      | BRA Brasil         |
| Dois sem detalhes      | URU Uruguai             | USA Estados Unidos | ARG Argentina      |
| Dois com detalhes      | USA Estados Unidos      | ARG Argentina      | BRA Brasil         |
| Quatro sem detalhes    | USA Estados Unidos      | BRA Brasil         | ARG Argentina      |
| Quatro com detalhes    | ARG Argentina           | BRA Brasil         | USA Estados Unidos |
| Oito com detalhes      | CAN Canadá              | BRA Brasil         | URU Uruguai        |

## Quadro de medalhas
| Ordem | País               | Medalha de ouro | Medalha de prata | Medalha de bronze |    |
| ----- | ------------------ | --------------- | ---------------- | ----------------- | -- |
| 1     | USA Estados Unidos | 4               | 1                | 1                 | 6  |
| 2     | ARG Argentina      | 1               | 2                | 2                 | 5  |
| 3     | URU Uruguai        | 1               |                  | 1                 | 2  |
| 4     | CAN Canadá         | 1               |                  |                   | 1  |
| 5     | BRA Brasil         |                 | 4                | 2                 | 6  |
| TOTAL | TOTAL              | 7               | 7                | 6                 | 20 |